# Jakarta Open 1996 - Qualificazioni singolare
Le qualificazioni del singolare del Jakarta Open 1996 sono state un torneo di tennis preliminare per accedere alla fase finale della manifestazione. I vincitori dell'ultimo turno sono entrati di diritto nel tabellone principale. In caso di ritiro di uno o più giocatori aventi diritto a questi sono subentrati i lucky loser, ossia i giocatori che hanno perso nell'ultimo turno ma che avevano una classifica più alta rispetto agli altri partecipanti che avevano comunque perso nel turno finale.
Le qualificazioni del torneo Jakarta Open 1996 prevedevano 32 partecipanti di cui 4 sono entrati nel tabellone principale.

## Teste di serie
1. Frédéric Vitoux (Qualificato)
2. Albert Chang (secondo turno)
3. David Nainkin (secondo turno)
4. Nicolas Escudé (secondo turno)

1. Sander Groen (Qualificato)
2. Hideki Kaneko (Qualificato)
3. Óscar Ortiz (ultimo turno)
4. Herbert Wiltschnig (Qualificato)

## Qualificati
1. Frédéric Vitoux
2. Herbert Wiltschnig

1. Sander Groen
2. Hideki Kaneko

## Tabellone

### Legenda
| - Q = Qualificato - WC = Wild card - LL = Lucky loser | - ALT = Alternate - SE = Special Exempt - PR = Protected Ranking | - w/o = Walkover - r = Ritirato - d = Squalificato |

### Sezione 1
|  | Primo turno      | Primo turno      | Primo turno      | Primo turno | Primo turno |  |  | Secondo turno | Secondo turno    | Secondo turno    | Secondo turno | Secondo turno |   |   | Ultimo turno | Ultimo turno    | Ultimo turno    | Ultimo turno | Ultimo turno |  |
|  |                  |                  |                  |             |             |  |  |               |                  |                  |               |               |   |   |              |                 |                 |              |              |  |
|  | 1                | Frédéric Vitoux  | Frédéric Vitoux  | 6           | 6           |  |  |               |                  |                  |               |               |   |   |              |                 |                 |              |              |  |
|  |                  | Tom Kempers      | Tom Kempers      | 2           | 1           |  |  | 1             | Frédéric Vitoux  | Frédéric Vitoux  | 7             | 6             |   |   |              |                 |                 |              |              |  |
|  | Fernon Wibier    | Fernon Wibier    | Fernon Wibier    | 6           | 6           |  |  |               | Fernon Wibier    | Fernon Wibier    | 6             | 3             |   |   |              |                 |                 |              |              |  |
|  | Brian Eagle      | Brian Eagle      | Brian Eagle      | 4           | 3           |  |  |               |                  |                  |               |               |   |   | 1            | Frédéric Vitoux | Frédéric Vitoux | 6            | 6            |  |
|  | Stephen Noteboom | Stephen Noteboom | Stephen Noteboom | 6           | 6           |  |  |               |                  | 7                | Óscar Ortiz   | Óscar Ortiz   | 3 | 1 |              |                 |                 |              |              |  |
|  | T. J. Middleton  | T. J. Middleton  | T. J. Middleton  | 2           | 3           |  |  |               | Stephen Noteboom | Stephen Noteboom | 2             | 0             |   |   |              |                 |                 |              |              |  |
|  | 7                | Óscar Ortiz      | Óscar Ortiz      | 6           | 6           |  |  | 7             | Óscar Ortiz      | Óscar Ortiz      | 6             | 6             |   |   |              |                 |                 |              |              |  |
|  |                  | Donny Susetyo    | Donny Susetyo    | 1           | 1           |  |  |               |                  |                  |               |               |   |   |              |                 |                 |              |              |  |

### Sezione 2
|  | Primo turno   | Primo turno        | Primo turno        | Primo turno | Primo turno |  |  | Secondo turno | Secondo turno      | Secondo turno      | Secondo turno      | Secondo turno      |   |   | Ultimo turno | Ultimo turno | Ultimo turno | Ultimo turno | Ultimo turno |  |
|  |               |                    |                    |             |             |  |  |               |                    |                    |                    |                    |   |   |              |              |              |              |              |  |
|  | 2             | Albert Chang       | 6                  | 3           | 6           |  |  |               |                    |                    |                    |                    |   |   |              |              |              |              |              |  |
|  |               | Yasufumi Yamamoto  | 2                  | 6           | 3           |  |  | 2             | Albert Chang       | Albert Chang       | 4                  | 6                  |   |   |              |              |              |              |              |  |
|  | Jiří Vaněk    | Jiří Vaněk         | 6                  | 2           | 6           |  |  |               | Jiří Vaněk         | Jiří Vaněk         | 6                  | 7                  |   |   |              |              |              |              |              |  |
|  | Piet Norval   | Piet Norval        | 1                  | 6           | 1           |  |  |               |                    |                    |                    |                    |   |   |              | Jiří Vaněk   | Jiří Vaněk   | 6            | 5r           |  |
|  | Gilles Bastie | Gilles Bastie      | Gilles Bastie      | 6           | 6           |  |  |               |                    | 8                  | Herbert Wiltschnig | Herbert Wiltschnig | 3 | 7 |              |              |              |              |              |  |
|  | Roger Smith   | Roger Smith        | Roger Smith        | 1           | 4           |  |  |               | Gilles Bastie      | Gilles Bastie      | 2                  | 1                  |   |   |              |              |              |              |              |  |
|  | 8             | Herbert Wiltschnig | Herbert Wiltschnig | 6           | 6           |  |  | 8             | Herbert Wiltschnig | Herbert Wiltschnig | 6                  | 6                  |   |   |              |              |              |              |              |  |
|  |               | Edy Kusdaryanto    | Edy Kusdaryanto    | 4           | 1           |  |  |               |                    |                    |                    |                    |   |   |              |              |              |              |              |  |

### Sezione 3
|  | Primo turno        | Primo turno        | Primo turno        | Primo turno | Primo turno |  |  | Secondo turno | Secondo turno      | Secondo turno      | Secondo turno | Secondo turno |   |   | Ultimo turno | Ultimo turno    | Ultimo turno    | Ultimo turno | Ultimo turno |  |
|  |                    |                    |                    |             |             |  |  |               |                    |                    |               |               |   |   |              |                 |                 |              |              |  |
|  | 3                  | David Nainkin      | 6                  | 2           | 6           |  |  |               |                    |                    |               |               |   |   |              |                 |                 |              |              |  |
|  |                    | Bonit Wiryawan     | 1                  | 6           | 1           |  |  | 3             | David Nainkin      | David Nainkin      | 5             | 0r            |   |   |              |                 |                 |              |              |  |
|  | Eduardus Bawono    | Eduardus Bawono    | 2                  | 6           | 6           |  |  |               | Eduardus Bawono    | Eduardus Bawono    | 7             | 3             |   |   |              |                 |                 |              |              |  |
|  | David Ekerot       | David Ekerot       | 6                  | 1           | 3           |  |  |               |                    |                    |               |               |   |   |              | Eduardus Bawono | Eduardus Bawono | 2            | 2            |  |
|  | Sebastian Da Costa | Sebastian Da Costa | Sebastian Da Costa | 6           | 6           |  |  |               |                    | 5                  | Sander Groen  | Sander Groen  | 6 | 6 |              |                 |                 |              |              |  |
|  | Brandon Coupe      | Brandon Coupe      | Brandon Coupe      | 4           | 2           |  |  |               | Sebastian Da Costa | Sebastian Da Costa | 1             | 2             |   |   |              |                 |                 |              |              |  |
|  | 5                  | Sander Groen       | Sander Groen       | 6           | 6           |  |  | 5             | Sander Groen       | Sander Groen       | 6             | 6             |   |   |              |                 |                 |              |              |  |
|  |                    | Rogier Wassen      | Rogier Wassen      | 4           | 1           |  |  |               |                    |                    |               |               |   |   |              |                 |                 |              |              |  |

### Sezione 4
|  | Primo turno    | Primo turno    | Primo turno    | Primo turno | Primo turno |  |  | Secondo turno | Secondo turno  | Secondo turno | Secondo turno | Secondo turno |   |   | Ultimo turno | Ultimo turno | Ultimo turno | Ultimo turno | Ultimo turno |  |
|  |                |                |                |             |             |  |  |               |                |               |               |               |   |   |              |              |              |              |              |  |
|  | 4              | Nicolas Escudé | Nicolas Escudé | 6           | 6           |  |  |               |                |               |               |               |   |   |              |              |              |              |              |  |
|  |                | Takao Suzuki   | Takao Suzuki   | 3           | 2           |  |  | 4             | Nicolas Escudé | 6             | 5             | 2             |   |   |              |              |              |              |              |  |
|  | Martijn Bok    | Martijn Bok    | Martijn Bok    | 7           | 6           |  |  |               | Martijn Bok    | 2             | 7             | 6             |   |   |              |              |              |              |              |  |
|  | Brent Haygarth | Brent Haygarth | Brent Haygarth | 6           | 4           |  |  |               |                |               |               |               |   |   |              | Martijn Bok  | Martijn Bok  | 0            | 3            |  |
|  | Kenny Thorne   | Kenny Thorne   | Kenny Thorne   | 6           | 6           |  |  |               |                | 6             | Hideki Kaneko | Hideki Kaneko | 6 | 6 |              |              |              |              |              |  |
|  | Roman Kukal    | Roman Kukal    | Roman Kukal    | 1           | 4           |  |  |               | Kenny Thorne   | Kenny Thorne  | 4             | 3             |   |   |              |              |              |              |              |  |
|  | 6              | Hideki Kaneko  | Hideki Kaneko  | 6           | 6           |  |  | 6             | Hideki Kaneko  | Hideki Kaneko | 6             | 6             |   |   |              |              |              |              |              |  |
|  |                | Kent Kinnear   | Kent Kinnear   | 3           | 2           |  |  |               |                |               |               |               |   |   |              |              |              |              |              |  |